# Ивановский сельсовет (Волоколамский район)
Ивановский сельсовет — упразднённая административно-территориальная единица, существовавшая на территории Московской губернии и Московской области в 1924—1939 годах.
Ивановский сельсовет был образован путём выделения из Тимковского с/с в 1924 году в составе Тимошевской волости Волоколамского уезда Московской губернии.
По данным 1926 года в состав сельсовета входил 1 населённый пункт — Ивановское.
В 1929 году Ивановский с/с был отнесён к Волоколамскому району Московского округа Московской области.
17 июля 1939 года Ивановский сельсовет был упразднён. При этом его территория была передана в Щёкинский с/с.